# The Coffee
A The Coffee é uma rede de cafeterias brasileira. Sua sede se localiza na cidade de Curitiba, Paraná no Brasil. No total, existem 175 lojas distribuídas em cinco países e, em 2021, a empresa contabilizou cerca de 6 milhões de bebidas vendidas, 416 mil clientes por mês e 108 toneladas de cafés especiais comprados de produtores brasileiros no ano.
Tóquio, que serviu de inspiração para a criação da marca, é a cidade com o maior número de cafeterias To Go do mundo e o Japão.
As suas lojas estão localizadas dentro de outros estabelecimentos comerciais e nas ruas de diferentes cidades. A The Coffee oferece comidas, bebidas quentes e geladas e outros produtos da própria marca, como o Dripper, os sachês e as Coffee Bags 250 g (edições especiais).
Atualmente, a The Coffee está presente em 165 lojas em 36 cidades no Brasil.
No exterior, mais de 11 lojas estão distribuídas pela Espanha, Colômbia, França e Portugal.

## História
Os irmãos Alexandre, Carlos e Luis Fertonani adoravam viajar e conhecer novos lugares, mas um país em específico sempre tocou seus corações: o Japão. Em 2017, depois de diversas viagens ao país, eles decidiram trazer para o Brasil os conceitos de mini espaço e To Go (estabelecimentos com bebidas e comidas para retirar) das pequenas cafeterias japonesas visando criar um espaço que priorizasse a qualidade do café.
A primeira loja foi aberta em março de 2018 em Curitiba no Paraná e se inspirou no modelo de cafeterias To Go, decoração minimalista, metragem reduzida e cardápio enxuto. Um ano depois, os irmãos abriram a segunda unidade. Em fevereiro de 2020, a The Coffee contava com 15 lojas espalhadas por todo o Brasil e, no ano seguinte, a empresa atingiu cerca de 100 lojas.
Hoje, possui 175 lojas abertas no Brasil e no exterior.